# District de Kisbér
Le district de Kisbér (en hongrois : Kisbéri járás) est un des 6 districts du comitat de Komárom-Esztergom en Hongrie. Créé en 2013, il compte 20 221 habitants et rassemble 17 localités : 16 communes et une seule ville, Kisbér, son chef-lieu.

## Localités
- Aka
- Ácsteszér
- Ászár
- Bakonybánk
- Bakonyszombathely
- Bakonysárkány
- Bársonyos
- Csatka
- Császár
- Csép
- Ete
- Kerékteleki
- Kisbér
- Réde
- Súr
- Tárkány
- Vérteskethely